# Проект «Моби Дик»
Проект Моби Дик (англ. Project Moby Dick или Project 119L) — разведывательная операция ВВС США времён Холодной войны, согласно которой в воздушное пространство Советского Союза были запущены большие летающие шары с камерами. Проводилась в 1950-е годы.

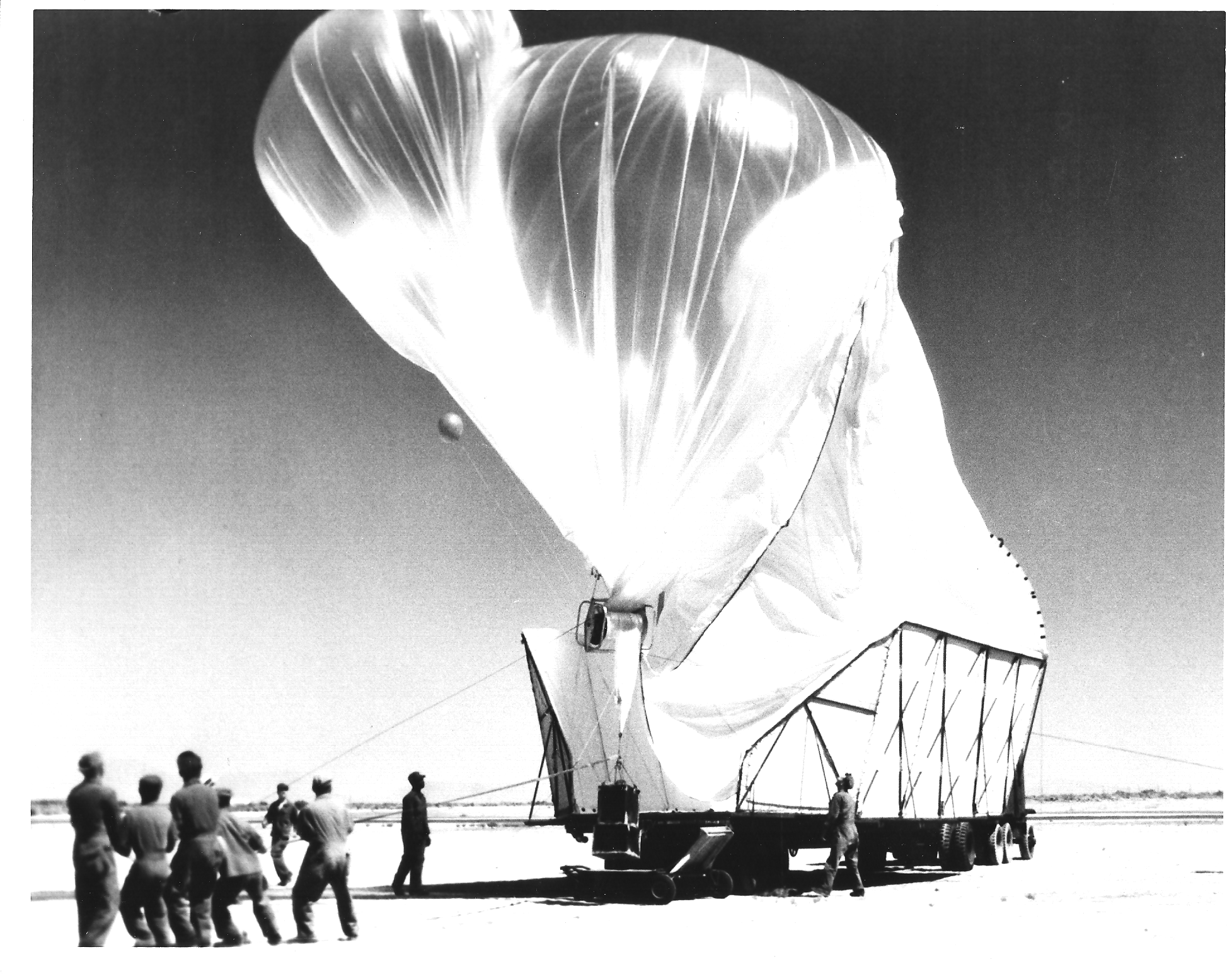
Запуск воздушного шара на авиабазе Холломан, Нью-Мексико

## Операция
Аэростаты-шпионы должны были фотографировать секретные советские объекты и либо оставаться в воздухе, либо приземляться в Японском море, пока их не забрала команда, находящаяся на самолёте C-119 Flying Boxcar, или военно-морское судно. 
Другие проекты разведывательных аэростатов той эпохи включали Проект Могол, Проект Grandson, Проект «Генетрикс» и гражданский воздушный шар «Скайхук». В проекте «Моби Дик» использовались воздушные шары гораздо меньшего размера, запускаемые из так называемого «крытого фургона». Затем их также пустили в воздушное пространство континентальной части Соединённых Штатов, чтобы составить карту и изучить траектории ветра на большой высоте.
Проект вызвал спор между американскими и советскими войсками, когда солдаты СССР обнаружили остатки американской шпионской камеры в феврале 1956 года.